# Dublin Area Rapid Transit
Le Dublin Area Rapid Transit (DART) est un service de transport en commun ferroviaire desservant Dublin et son agglomération. Il est exploité par la compagnie des chemins de fer irlandais Iarnród Éireann. Le réseau est actuellement composé d'une seule ligne de 53 km de long et desservant 31 gares qui relie la ville de Greystones dans le comté de Wicklow au sud à Howth et Malahide au nord. Sa fréquentation annuelle s'élève à 16 millions de passagers par an .

## Dessertes
Le DART longe la côte dublinoise entre Howth ou Malahide au nord (comté de Fingal) et Greystones au sud (comté de Wicklow). Le trajet d'un bout à l'autre du parcours dure environ une heure.
31 gares sont desservies au total dont : Clontarf Road, Dublin Connolly, Grand Canal Dock, Greystones, Harmonstown, Kilbarrack, Killester, Raheny et Tara Street.

## Projets
Un projet majeur de développement est envisagé pour le DART depuis sa mise en service. Connu sous le nom de DART Underground, il consisterait en la jonction entre le réseau DART existant et les voies de la gare d'Heuston via deux tunnels parallèles sous le centre de Dublin. Le réseau serait alors réorganisé en deux lignes reliant respectivement Howth ou Malahide à Drogheda sur les voies en provenance d'Heuston et Greystones à Maynooth sur des voies en provenance de Connolly.
Ce nouveau tronçon impliquera la création de six stations souterraines et une aérienne à Drogheda, sur les voies existantes:
-Drogheda
-Heuston (correspondance avec les trains grandes-lignes et la ligne rouge du tramway)
-Christchurch
-St. Stephen's Green (correspondance avec la ligne verte du tramway et les futures ligne BXD et Metro North)
-Pearse (correspondance avec la gare existante du DART située en surface)
-Docklands (correspondance avec la ligne rouge du tramway et les trains de banlieue vers M3 Parkway)

## Matériel roulant
| Classe     | Image | Type                   | Vitesse maximale | Vitesse maximale | Nombre | Tronçons                       | Construction |
| Classe     | Image | Type                   | km/h             | m/h              | Nombre | Tronçons                       | Construction |
| ---------- | ----- | ---------------------- | ---------------- | ---------------- | ------ | ------------------------------ | ------------ |
| 8100 Class |       | Electric Multiple Unit | 100              | 62               | 37     | Greystones/Bray-Malahide/Howth | 1983 - 1984  |
| 8500 Class |       | Electric Multiple Unit | 110              | 68               | 4      | Greystones/Bray-Malahide/Howth | 1999 - 2000  |
| 8510 Class |       | Electric Multiple Unit | 110              | 68               | 3      | Greystones/Bray-Malahide/Howth | 2000 - 2001  |
| 8520 Class |       | Electric Multiple Unit | 110              | 68               | 10     | Greystones/Bray-Malahide/Howth | 2003 - 2004  |

### Retiré du service
| Classe     | Image | Type                   | Vitesse maximale | Vitesse maximale | Nombre | Tronçons                       | En service  |
| Classe     | Image | Type                   | km/h             | m/h              | Nombre | Tronçons                       | En service  |
| ---------- | ----- | ---------------------- | ---------------- | ---------------- | ------ | ------------------------------ | ----------- |
| 8200 Class |       | Electric Multiple Unit | 100              | 62               | 5      | Greystones/Bray-Malahide/Howth | 2000 - 2008 |

## Galerie de photos

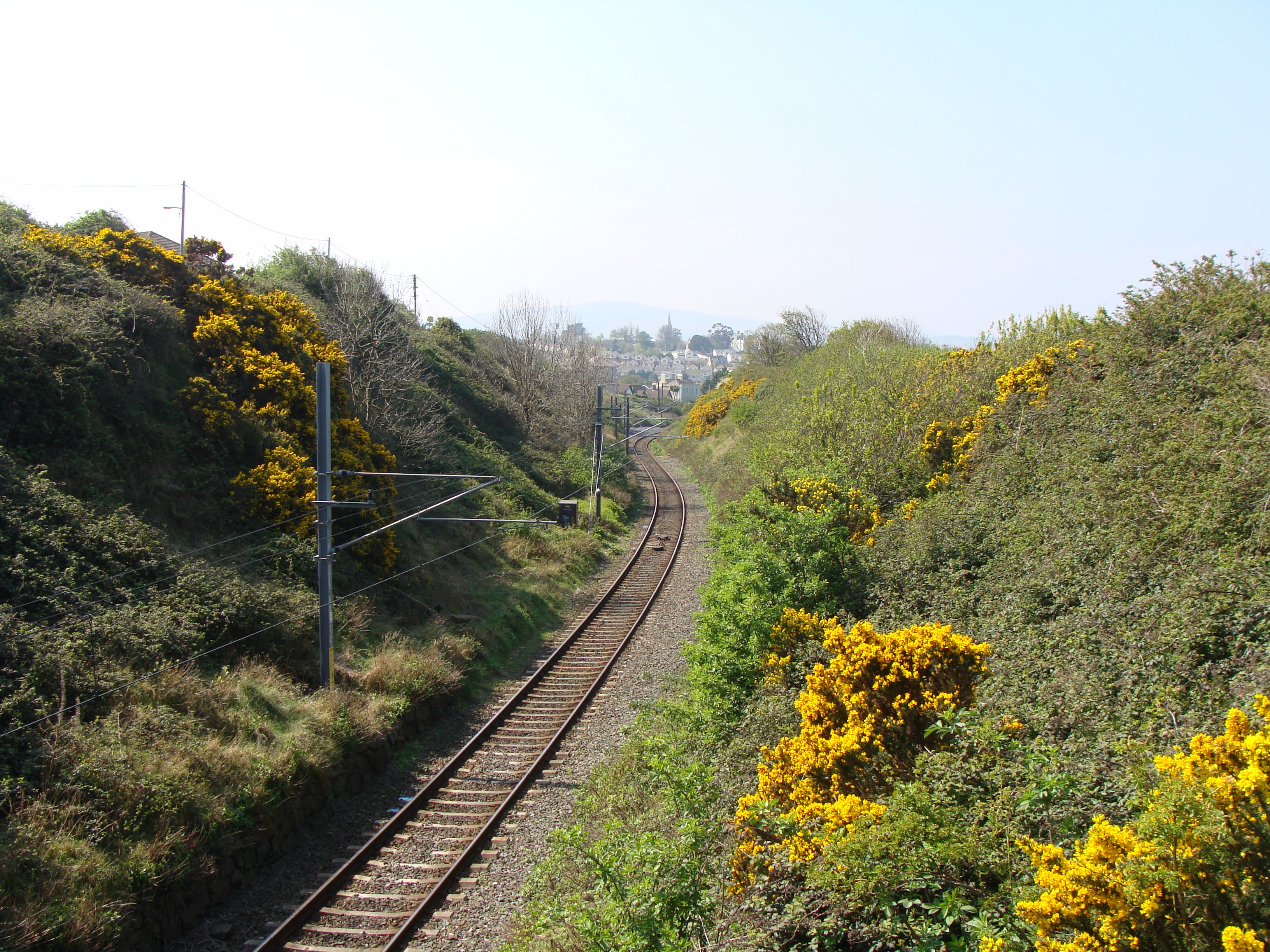
Ligne du DART à Bray, Comté de Wicklow
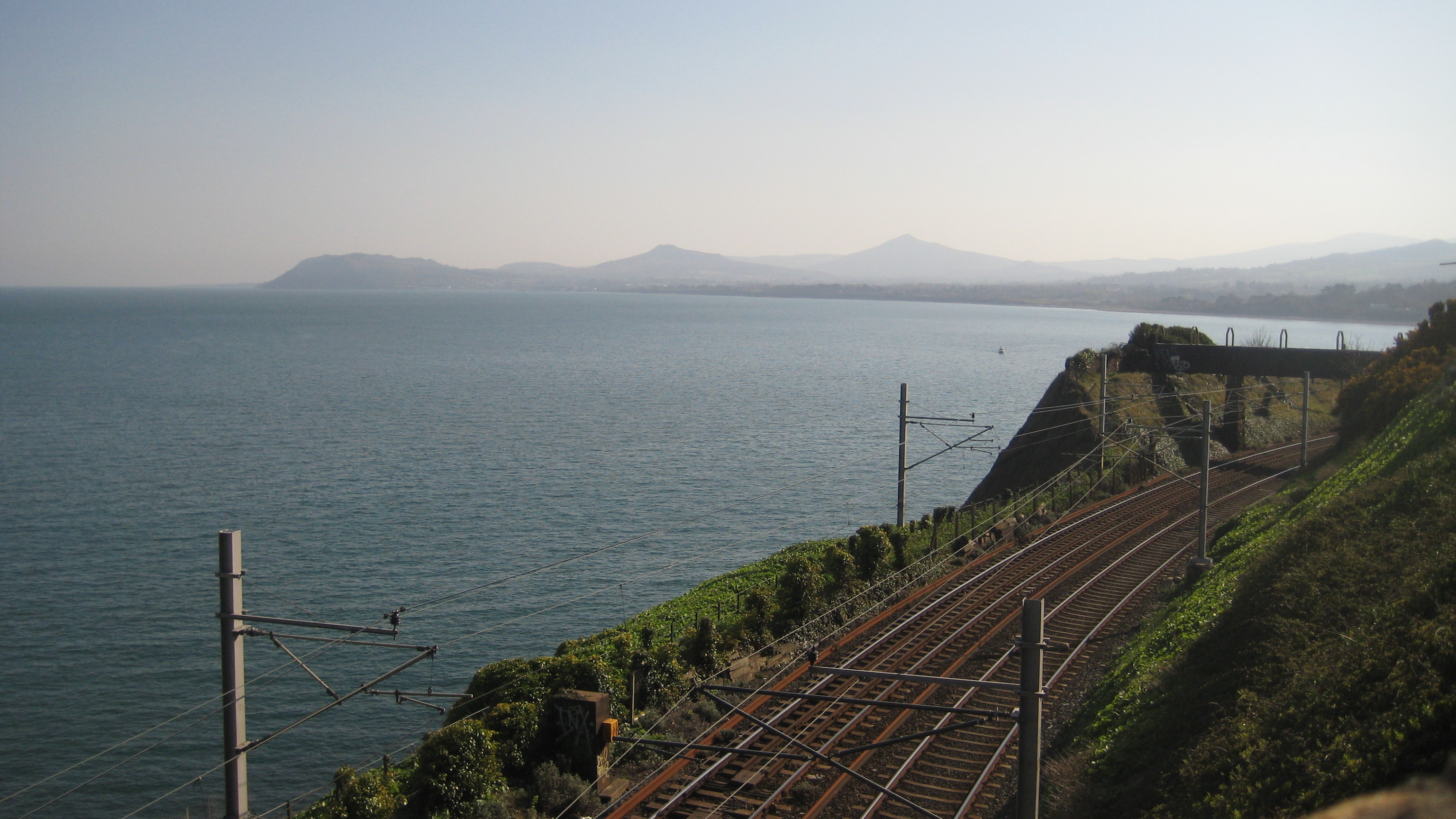
Ligne du DART à Dalkey, Comté de Dublin